# Bethalus barbertoni
Bethalus barbertoni är en kräftdjursart som beskrevs av Barnard 1932. Bethalus barbertoni ingår i släktet Bethalus och familjen Armadillidae. Inga underarter finns listade i Catalogue of Life.